# 天童市立長岡小学校
天童市立長岡小学校（てんどうしりつ ながおかしょうがっこう）は、山形県天童市にある公立小学校である。

## 概要
天童市南部にある長岡団地内の人口急増に伴い、従来の高擶小学校だけでは対応しきれなくなったため1984年に長岡団地内に開校した。

## 沿革
- 1984年（昭和59年）4月1日 - 高擶小学校より分離開校

## 学区
- 嘱託区822から849、851、852（中里、清池東一丁目、二丁目、石鳥居一丁目、二丁目、東長岡、長岡北、東芳賀）[1]

## 児童数
- 381人（2013年4月1日現在）

| 年度 | 男子 | 女子 | 計  |
| ---- | ---- | ---- | --- |
| 2012 | 230  | 167  | 397 |
| 2011 | 219  | 184  | 403 |
| 2010 | 213  | 213  | 426 |
| 2009 | 204  | 221  | 425 |
| 2008 | 205  | 219  | 424 |
| 2007 | 210  | 231  | 441 |
| 2006 | 211  | 231  | 442 |
| 2005 | 221  | 221  | 442 |
| 2004 | 242  | 215  | 457 |
| 2003 | 247  | 210  | 457 |
| 2002 | 261  | 214  | 475 |

## 卒業後
- 第三中学校へ進学する

## アクセス
- JR奥羽本線（山形線）高擶駅より徒歩約15分
- 山交バス『東長岡』バス停下車